# Kralice na Hané
Kralice na Hané (en allemand : Kralotz in der Hanna) est un bourg (mestys) du district de Prostějov, dans la région d'Olomouc, en Tchéquie. Sa population s'élevait à 1 708 habitants en 2025.

## Géographie
Kralice na Hané se trouve à 6 km à l'est du centre Prostějov, à 16 km au sud-sud-ouest d'Olomouc et à 209 km à l'est-sud-est de Prague.
La commune est limitée par Prostějov à l'ouest et au nord-ouest, par Vrbátky au nord, par Hrdibořice et Biskupice à l'est, par Hrubčice au sud-est, par Čehovice au sud, et par Bedihošť au sud-ouest.

## Histoire
La première mention écrite de la localité date de 1225. La commune a le statut de mestys depuis le 23 janvier 2007.

## Administration
La commune se compose de deux sections :
- Kralice na Hané
- Kraličky

## Transports
Par la route, Kralice na Hané se trouve à 5,5 km de Prostějov, à 19 km d'Olomouc et à 268 km de Prague.